# Diego Cataño
Diego Cataño Elizondo (Cuernavaca, 5 luglio 1990) è un attore messicano.
Interpreta il ruolo de "La Quica" nella serie TV Netflix Narcos.

## Filmografia parziale

### Cinema
- Sul lago Tahoe (Lake Tahoe), regia di Fernando Eimbcke (2008)
- Le belve (Savages), regia di Oliver Stone (2012)
- Desierto, regia di Jonás Cuarón (2015)
- Truffatori in erba (Gringo), regia di Nash Edgerton (2018)
- Il corriere - The Mule (The Mule), regia di Clint Eastwood (2019)

### Televisione
- Narcos – serie TV, 15 episodi (2015-2016)
- Run Coyote Run – serie TV, 13 episodi (2018)
- ZeroZeroZero – serie TV (2020)

## Doppiatori italiani
Nelle versioni in italiano dei suoi film, Diego Cataño è stato doppiato da:
- Flavio Aquilone ne Le belve
- Matteo de Mojana in Truffatori in erba
- Manuel Meli in ZeroZeroZero